# Architettura selgiuchide
L'architettura selgiuchide comprende le tradizioni costruttive utilizzate dalla dinastia selgiuchide, quando governò la maggior parte del Medio Oriente e dell'Anatolia tra l'XI e il XIII secolo. Dopo l'XI secolo, i Selgiuchidi del Rum emersero dal Grande Impero Selgiuchide sviluppando la propria architettura, sebbene fossero influenzati e ispirati dalle tradizioni architettoniche armene, bizantine e persiane.

## Architettura del grande impero selgiuchide
Elementi architettonici selgiuchidi possono essere trovati in una vasta area che si estende dall'Hindu Kush all'Anatolia orientale e dall'Asia centrale al Golfo Persico. La patria di questa tradizione edilizia erano il Turkmenistan e l'Iran, dove furono costruiti i primi edifici permanenti selgiuchidi. Tuttavia, le invasioni mongole e i terremoti hanno distrutto la maggior parte di questi edifici e solo pochi rimangono. Nel 1063 Isfahan fu fondata come capitale del Grande Impero Selgiuchide sotto Alp Arslan.

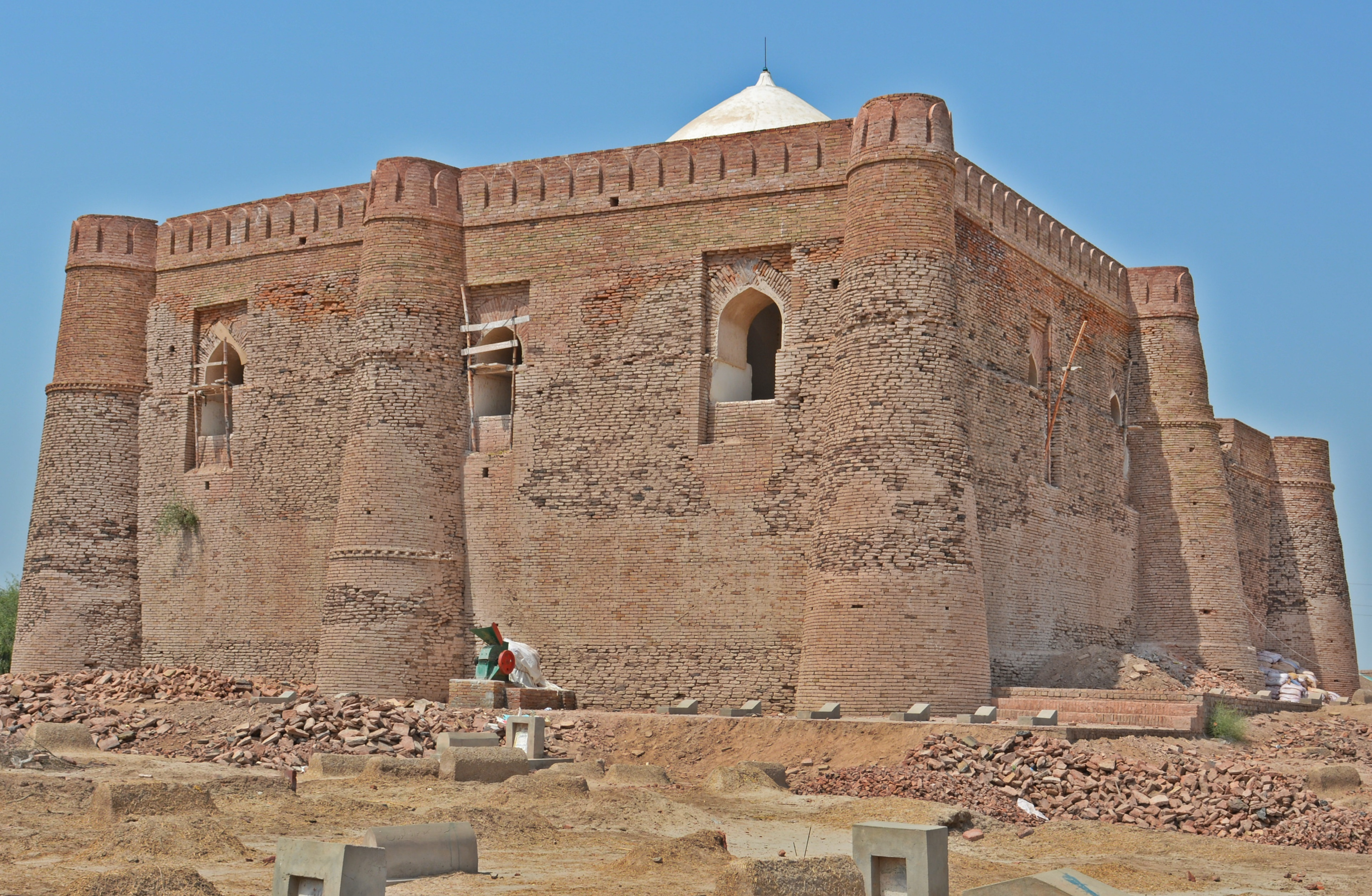
Il Santuario di Khalid Walid nel Pakistan centrale presenta elementi architettonici selgiuchidi che erano stati introdotti nella regione.

L'alterazione più significativa effettuata all'inizio del XII secolo fu la conversione del piano della moschea in una moschea di quattro iwan. Un altro tipo di moschea introdotto in questo momento era la moschea del chiosco, costituita da uno spazio a cupola con tre lati aperti e un muro contenente un Miḥrāb sul lato della qibla. L'architettura di questo periodo era anche caratterizzata da tombe commemorative che di solito erano strutture ottagonali con tetti a cupola, chiamate Kümbet o Türbe. Un impressionante esempio di architettura tombale è il mausoleo del sultano Sanjar a Merv, un massiccio edificio di 27 mq con un'enorme doppia cupola che poggia su trombe e pennacchi con muqarnas.
In Siria e in Iraq i monumenti sopravvissuti sono rappresentati da madrase e tombe. Le madrase come la Mustansiriya a Baghdad o il Muristan a Damasco furono costruite secondo una pianta a quattro iwan, mentre le tombe erano caratterizzate da cupole coniche a muqarnas. Il Santuario di Khalid Walid nel Pakistan meridionale presenta elementi architettonici selgiuchidi che erano stati introdotti nella regione attraverso l'Asia centrale.
Alcuni esempi di architettura dell'Impero Selgiuchide includono:
- Mausoleo del sultano Sanjar
- Torri Kharraqan

## Architettura anatolica selgiuchide

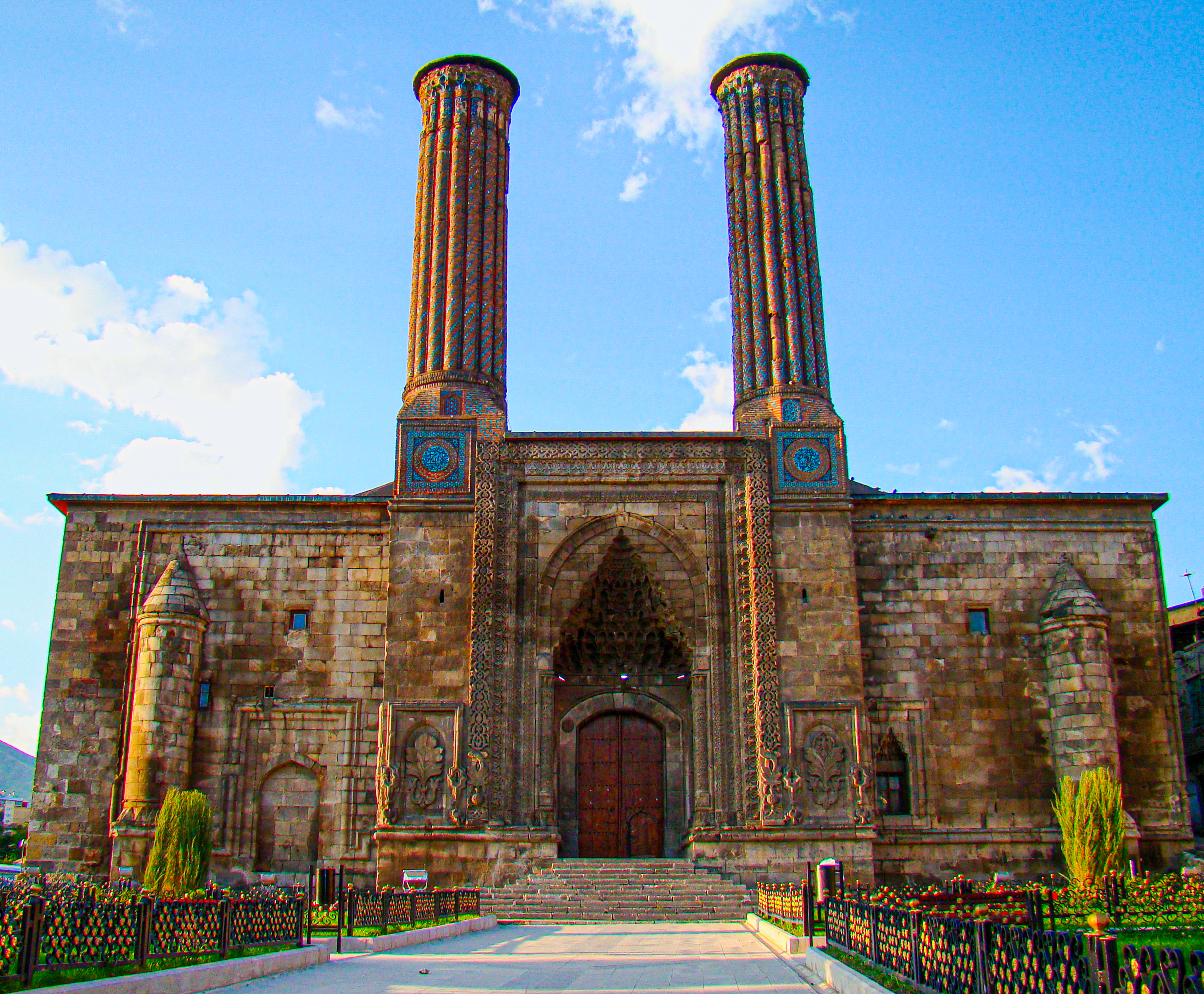
Çifte Minareli Medrese a Erzurum

Il maggior numero di monumenti selgiuchidi sopravvissuti si trova in Anatolia. I Selgiuchidi di Rum costruirono monumentali edifici in pietra dal design elegantemente semplice e dalle proporzioni armoniose, per la maggior parte rigorosamente semplici, ma con esplosioni di elaborate decorazioni attorno alle porte.
Nella loro costruzione di caravanserragli, medrase e moschee, i Rum Selgiuchidi tradussero l'architettura iraniana selgiuchide di mattoni e intonaco nell'uso della pietra. Tra questi, particolarmente notevoli sono i caravanserragli (o hans), usati come fermate, stazioni di scambio e difesa delle carovane, e di cui un centinaio di strutture furono costruite durante il periodo anatolico dei Selgiuchidi. Insieme alle influenze persiane, che hanno avuto un effetto indiscutibile, l'architettura selgiuchide è stata anche influenzata dall'architettura armena, ad esempio dall'avere architetti musulmani originari dell'Armenia storica e dall'avere architetti e muratori armeni. In quanto tale, l'architettura anatolica rappresenta alcune delle costruzioni più caratteristiche e imponenti dell'intera storia dell'architettura islamica. Successivamente questa architettura anatolica sarebbe stata trasmessa al Sultanato dell'India.
La maggior parte delle opere del Selgiuchide dell'Anatolia sono di pietra lavorata, con mattoni riservati ai minareti. L'uso della pietra in Anatolia è la più grande differenza rispetto agli edifici selgiuchidi in Iran, che sono fatti di mattoni. Gli edifici fanno uso frequente di muqarnas. Nel sultanato selgiuchide del rum i tribunali sono spesso coperti per proteggersi dagli inverni più freddi e nevosi dell'altopiano anatolico. Così alcune madrase come il Çifte Minareli Medrese a Erzurum hanno un tribunale aperto, e altri, come il Karatay Medrese a Konya, hanno tribunali coperti.

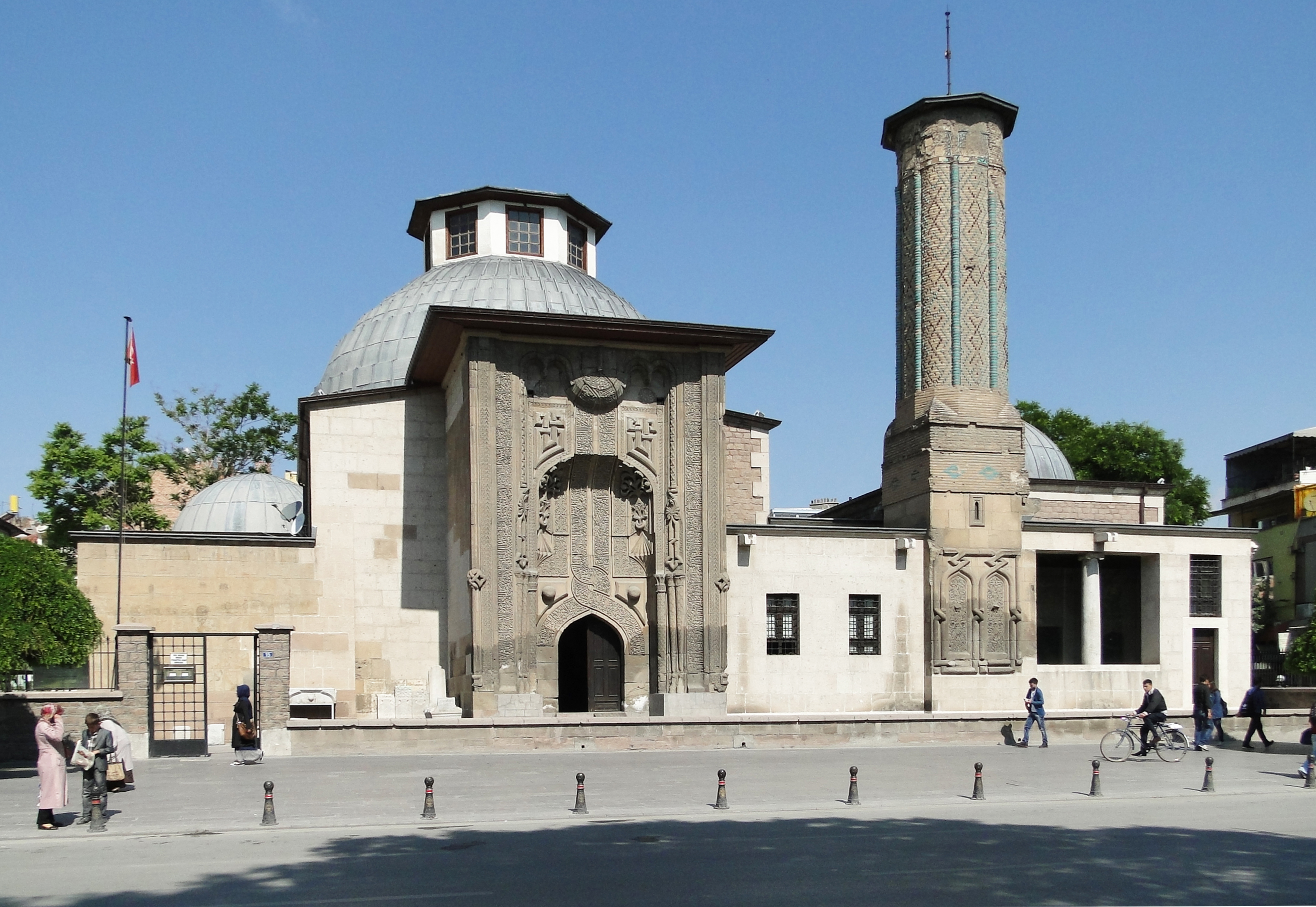
Ince Minaret Medrese a Konya

Konya, la capitale dei Selgiuchidi e le altre grandi città selgiuchide: Alanya, Erzurum, Kayseri, Sivas, hanno importanti edifici selgiuchidi, ma i lavori dei selgiuchidi sono abbondanti in quasi tutte le città dell'Anatolia, specialmente nell'Anatolia centrale e orientale. Il potere dei Selgiuchidi si estendeva fino alla costa dell'Egeo, quindi ci sono türbe (tombe) anche nella città di Selçuk, vicino a Efeso, a sud di Smirne. I grandi caravanserragli, o hans, sono tra i più belli e caratteristici degli edifici selgiuchidi. Costruiti durante il XIII secolo per incoraggiare il commercio in tutto l'impero, diverse dozzine sopravvivono in buone condizioni.
Dopo le invasioni mongole della metà del XIII secolo, la ricchezza e il potere dell'impero selgiuchide diminuì. I pochi edifici della fine del XIII secolo e dell'inizio del XIV secolo che sopravvivono includono bimarhane (manicomi) ad Amasya e la "Moschea Süngür Bey" a Nigde. Uno degli ultimi tentativi architettonici selgiuchidi fu la tomba di 'Ismat al-Dunya wa' l-Din ibint al-malik al-Adil costruita dalle sue figlie dopo il 1243.

## Esempi di architettura selgiuchide dell'Anatolia
| Stile            | Nomenclatura turca moderna | Esempio                   |
| ---------------- | -------------------------- | ------------------------- |
| Moschea          | Cami                       | Moschea Alâeddin          |
| Madrasa          | Medrese                    | Çifte Minareli Medrese    |
| Kümbet           | Kümbet                     | Döner Kümbet              |
| Caravanserraglio | Kervansaray                | Sultan Han                |
| Ospedale         | Darüşşifa                  | Grande moschea di Divriği |
| ponte            | Köprü                      | Akköprü                   |
| Palazzo          | Saray                      | Palazzo Kubadabad         |
| Castello         | Kale                       | Castello di Alanya        |
| Cantiere navale  | Tersane                    | Kızıl Kule                |

## Galleria d'immagini

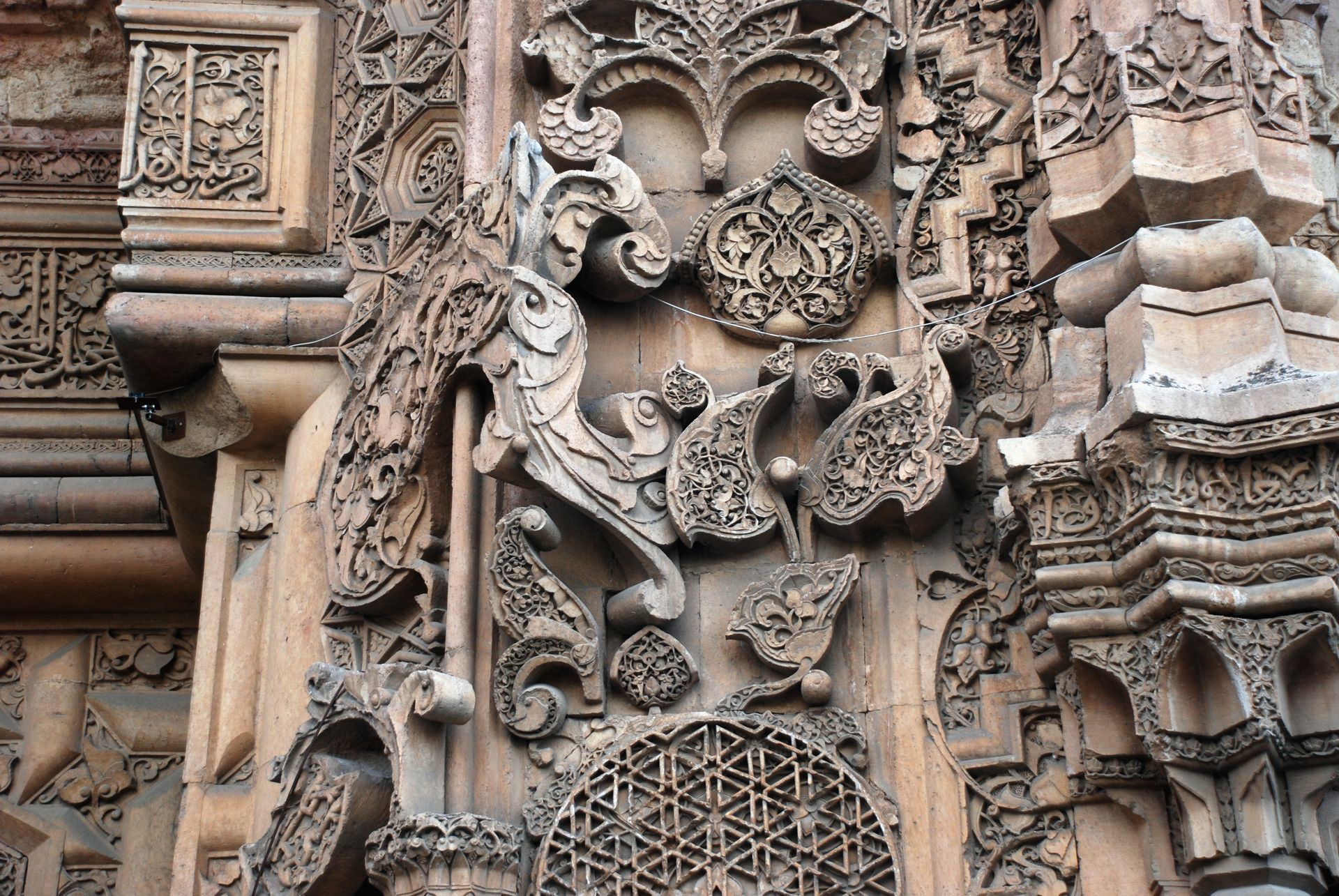
Grande moschea e ospedale di Divriği
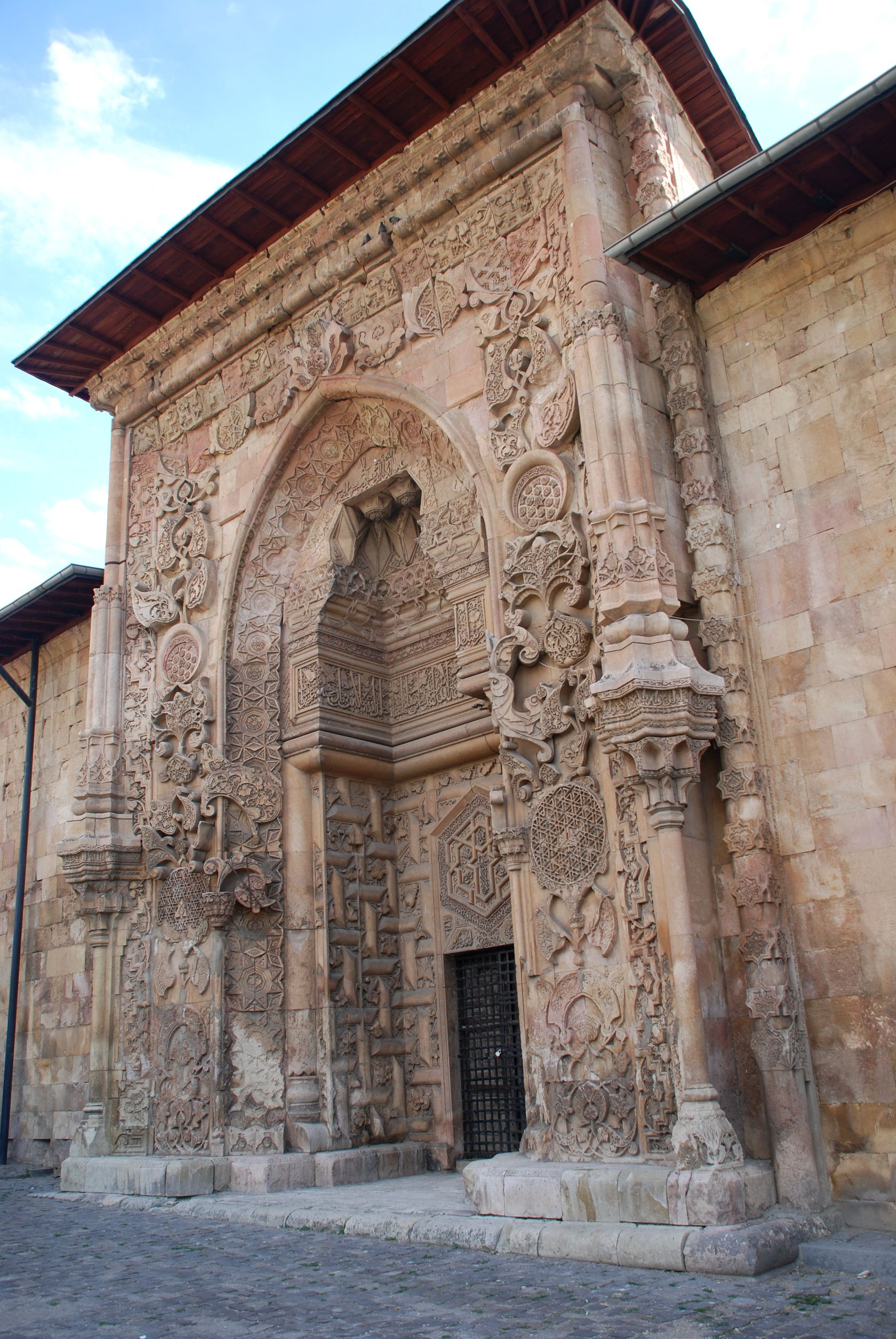
Grande moschea e ospedale di Divriği
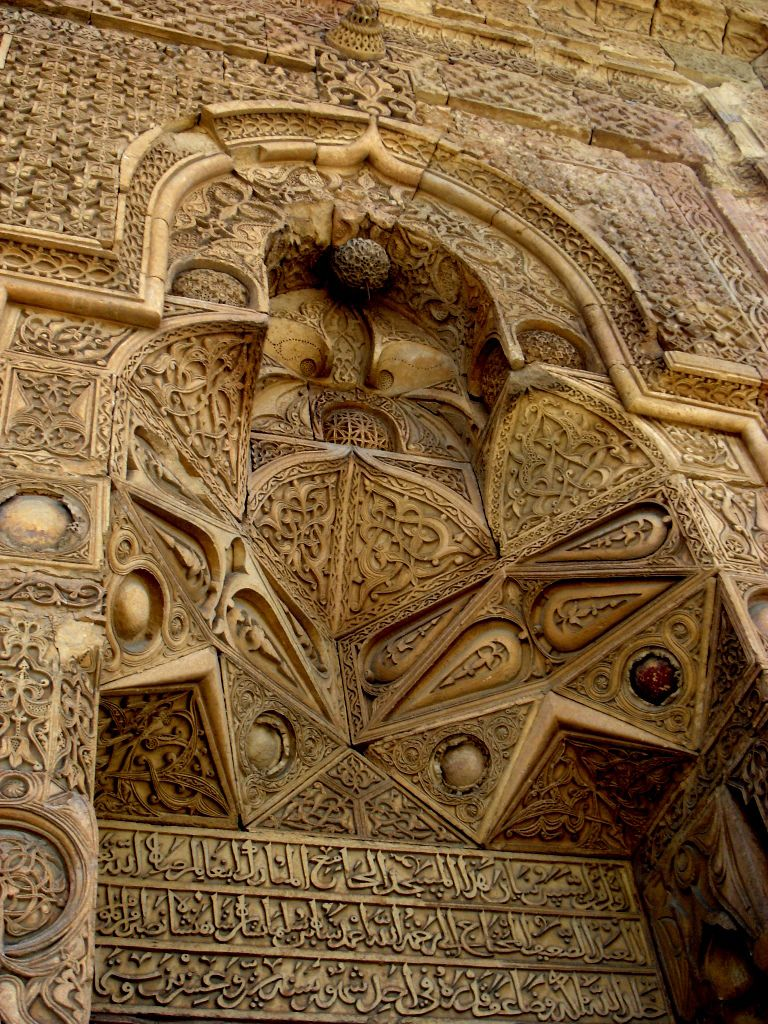
Grande moschea e ospedale di Divriği
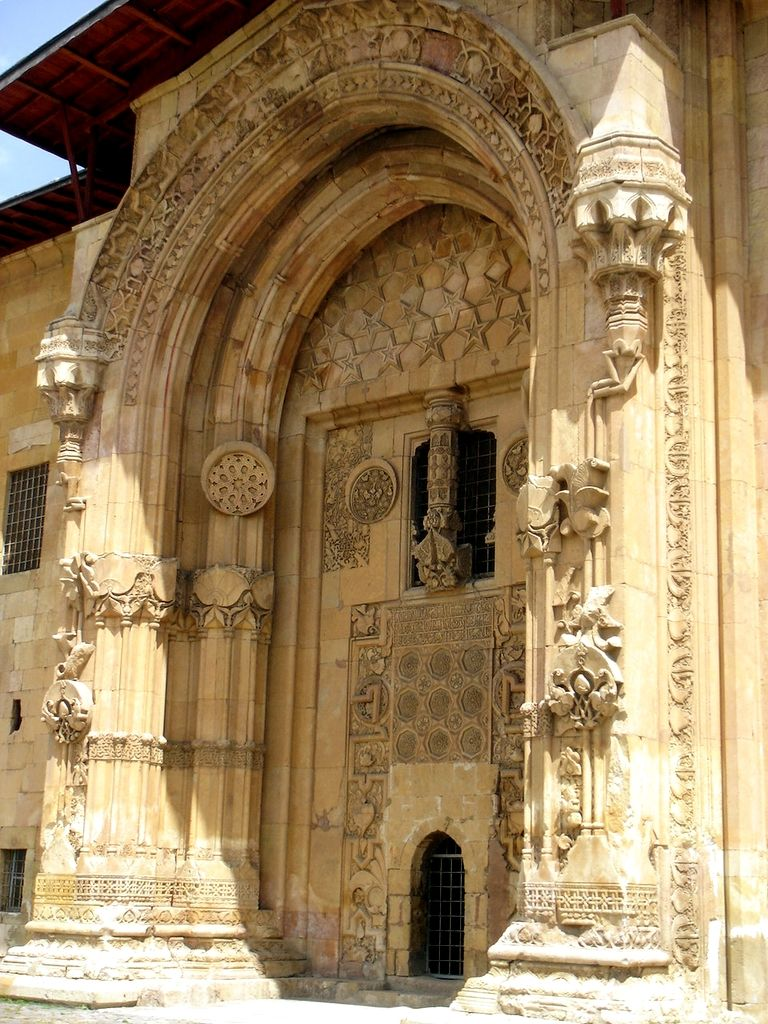
Grande moschea e ospedale di Divriği
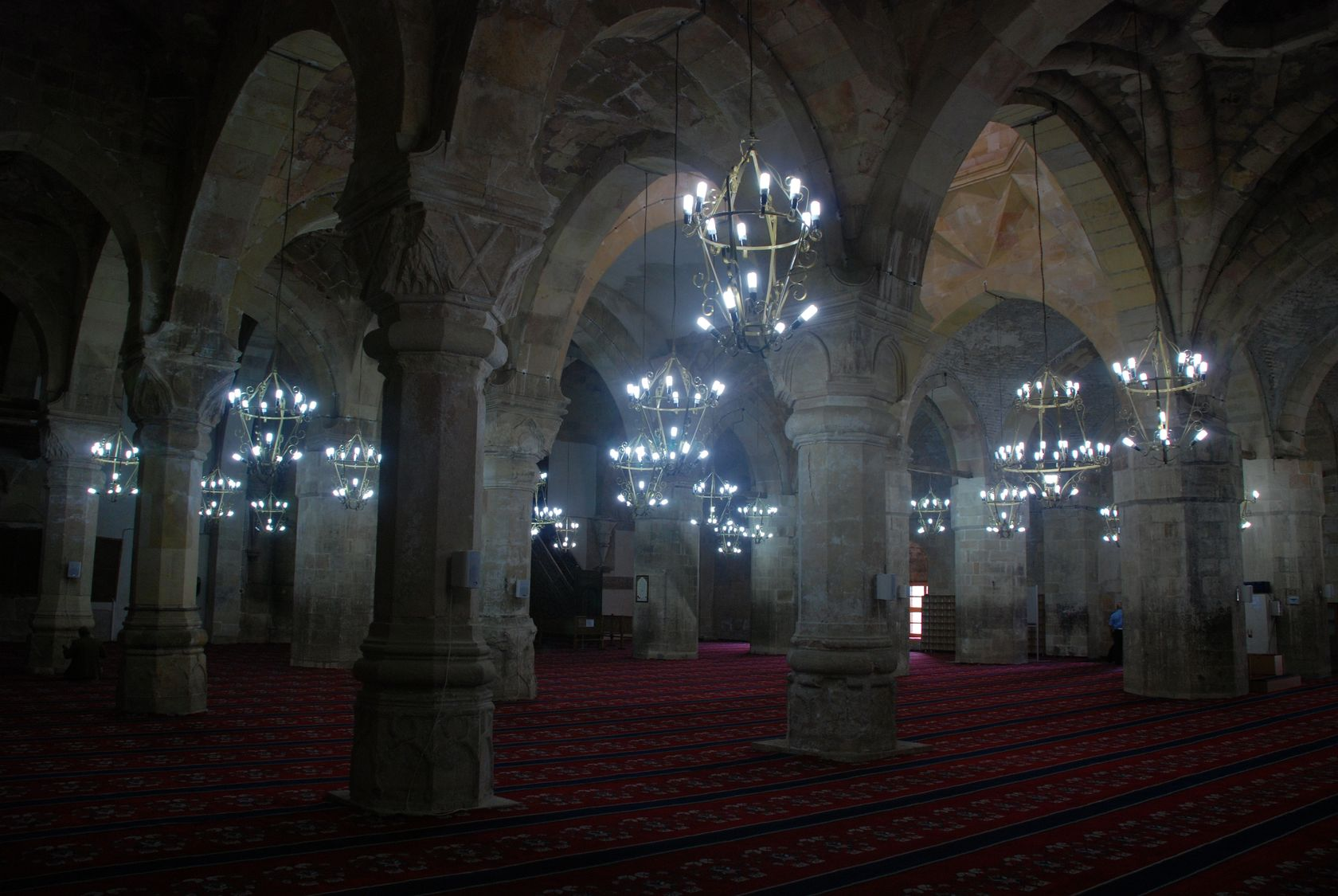
Grande moschea e ospedale di Divriği
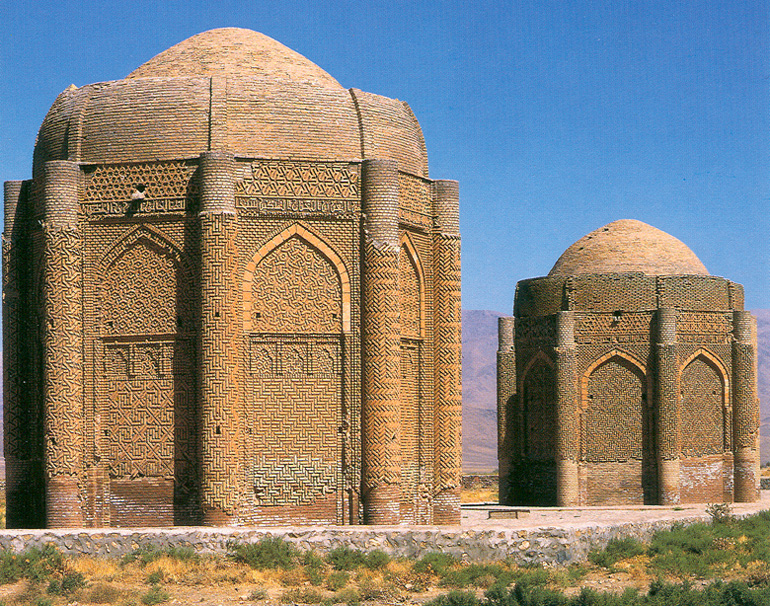
Le torri Kharraqan a Rey, in Iran, sono la sepoltura dei principi selgiuchidi
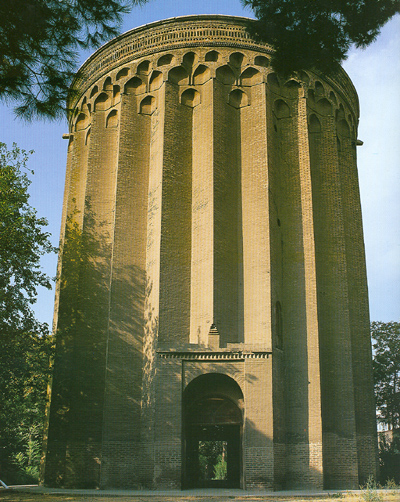
Torre Tughrul, un monumento del XII secolo a Rey, in Iran, che commemora il monarca selgiuchide Toğrül
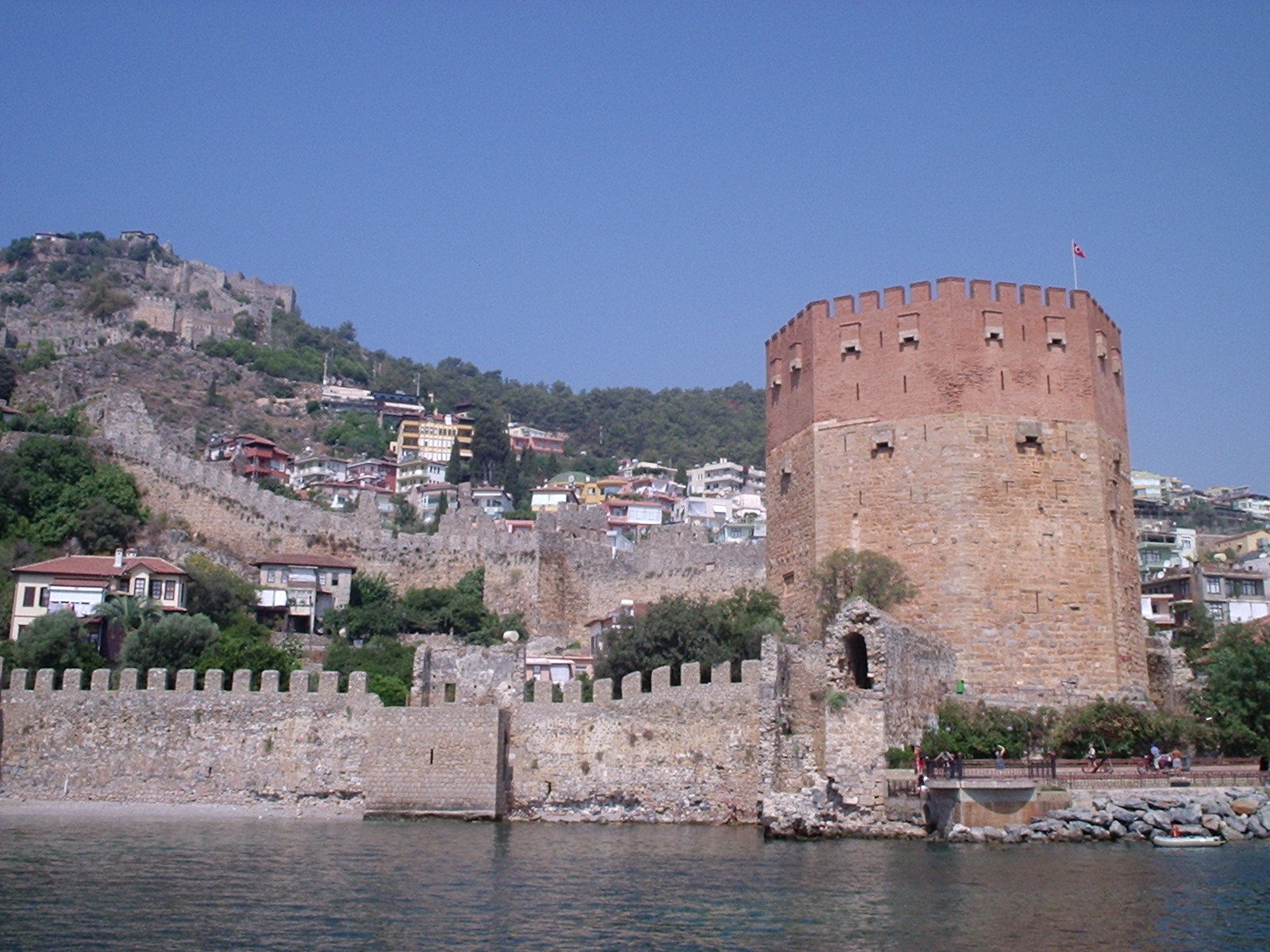
Kızıl Kule (Torre Rossa) costruita tra il 1221 e il 1226 da Kayqubad I ad Alanya, in Turchia
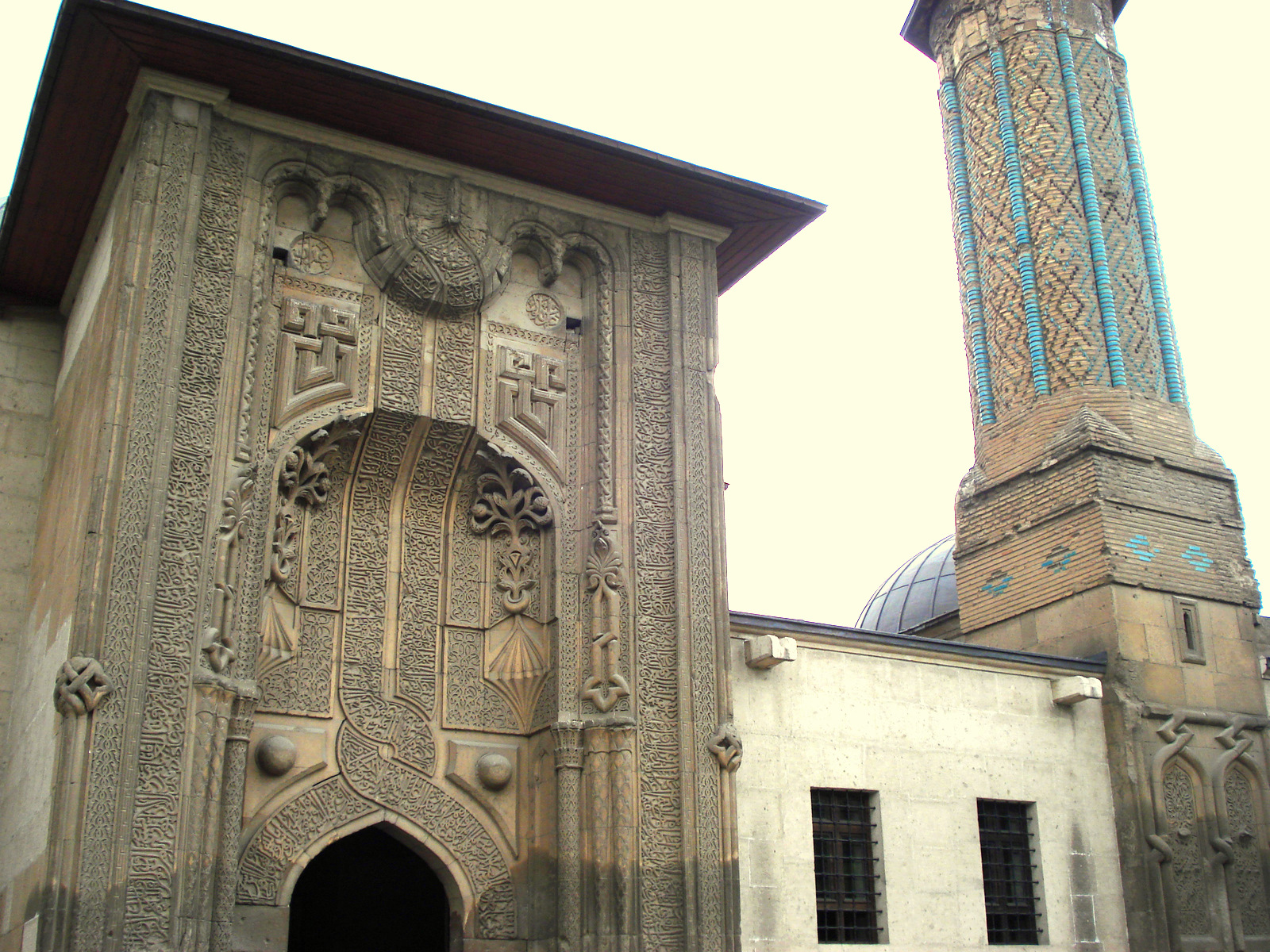
Ince Minaret (Ince Minaret Medrese), una madrasa (scuola) del XIII secolo situata a Konya, Turchia
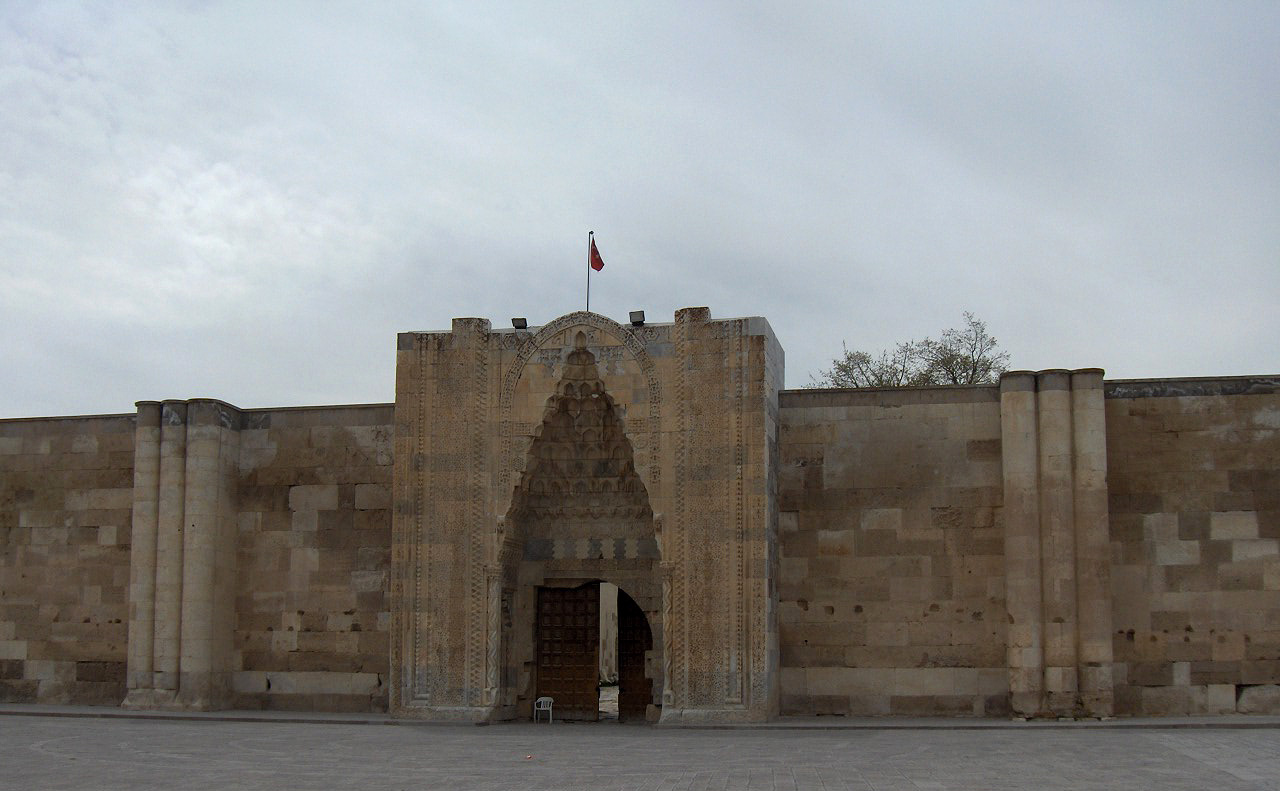
Ingresso monumentale del Sultanhanı, un caravanserraglio costruito nel 1229 ad Aksaray, in Turchia durante il regno di Kayqubad I
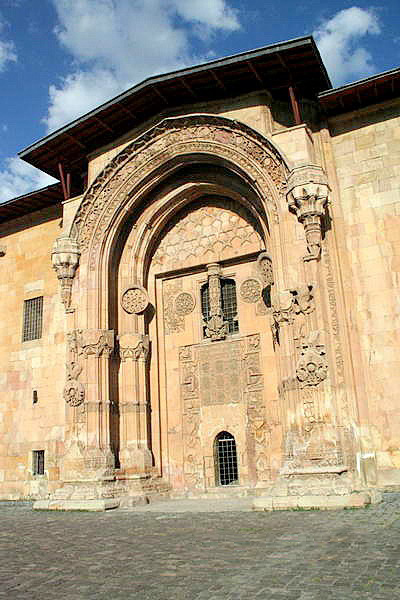
Il portale del Darüşşifa, Grande Moschea di Divriği a Divriği, Turchia
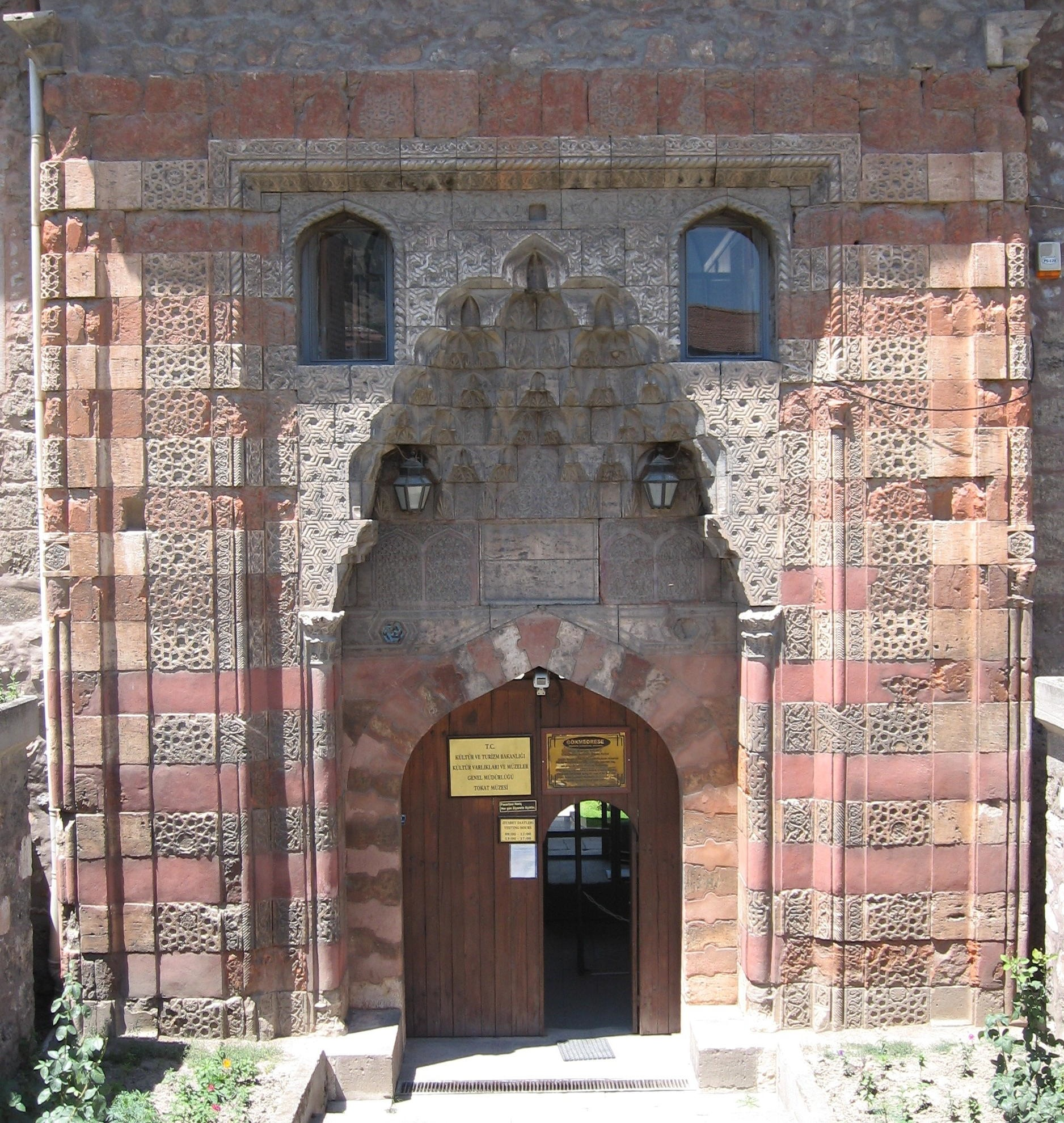
La facciata della Gök Medrese a Tokat, Turchia, costruita intorno al 1270
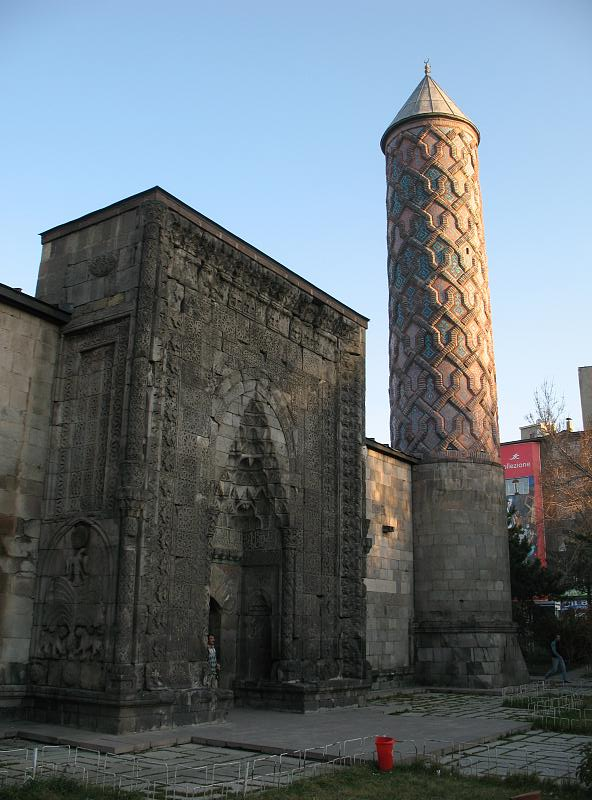
Yakutiye Medrese costruito nel 1310 Erzurum (Turchia)
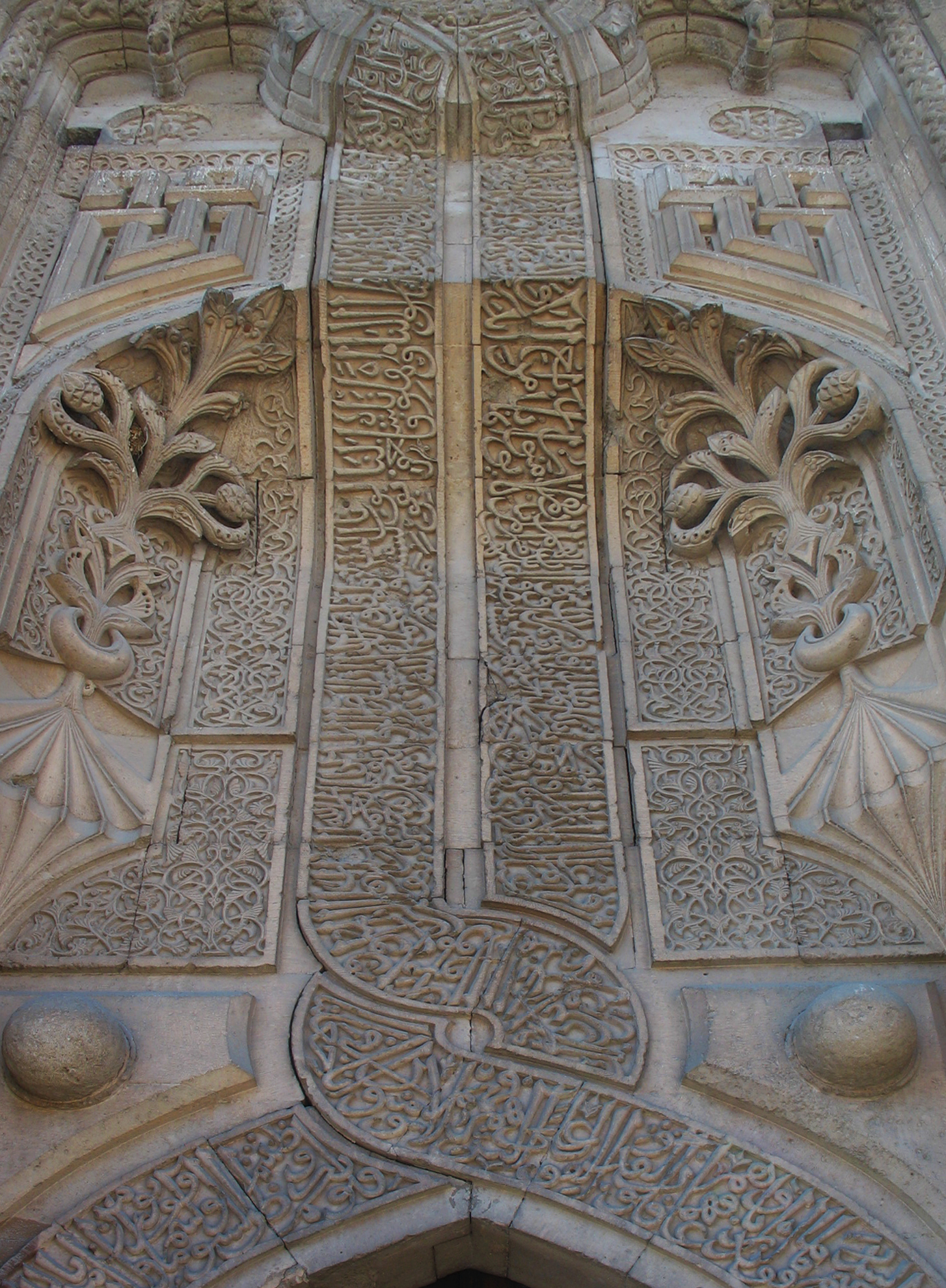
La facciata in pietra altamente ornata dell'ingresso, Ince Minaret Medrese, Konya
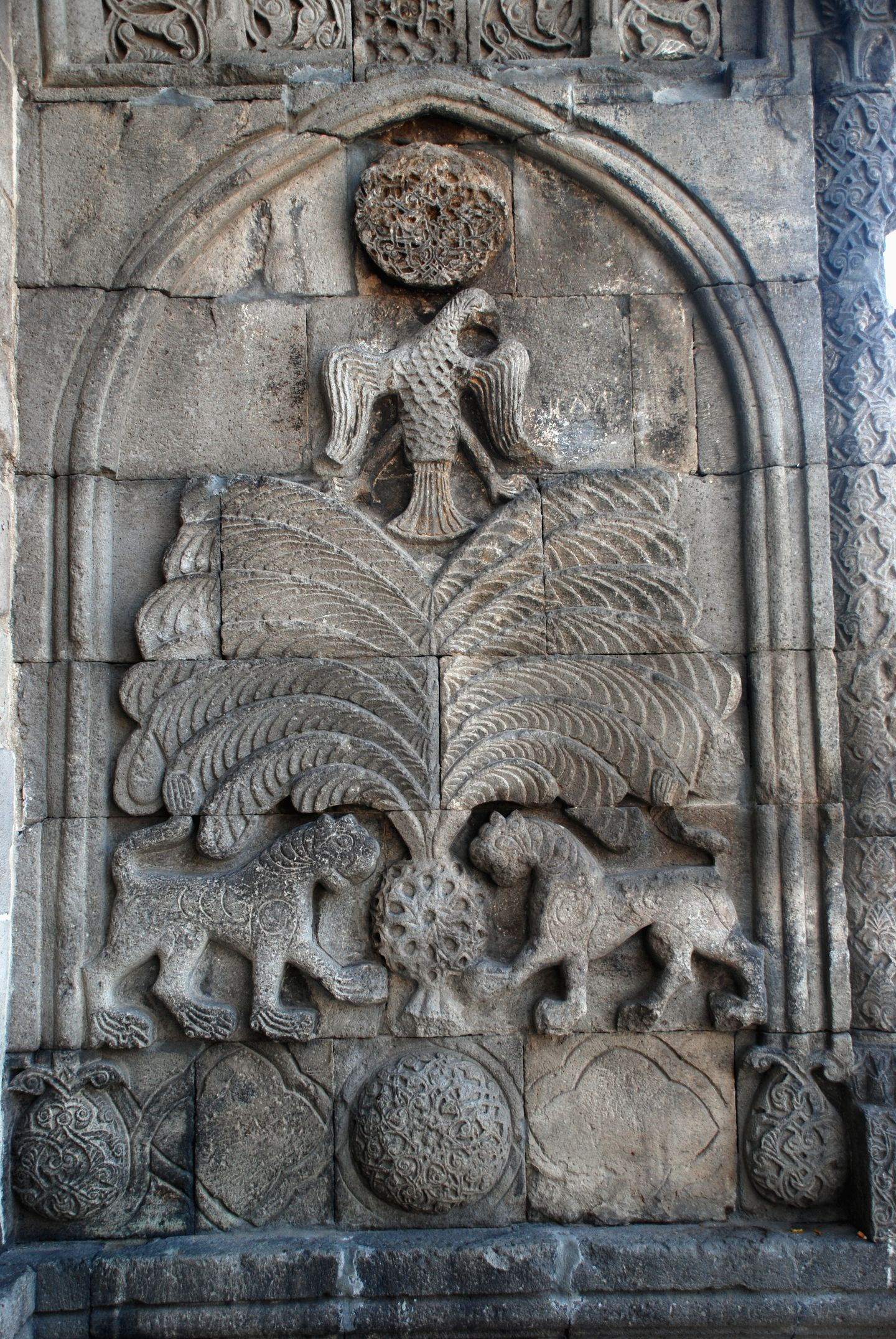
Particolare della scultura in pietra della Yakutiye Medrese
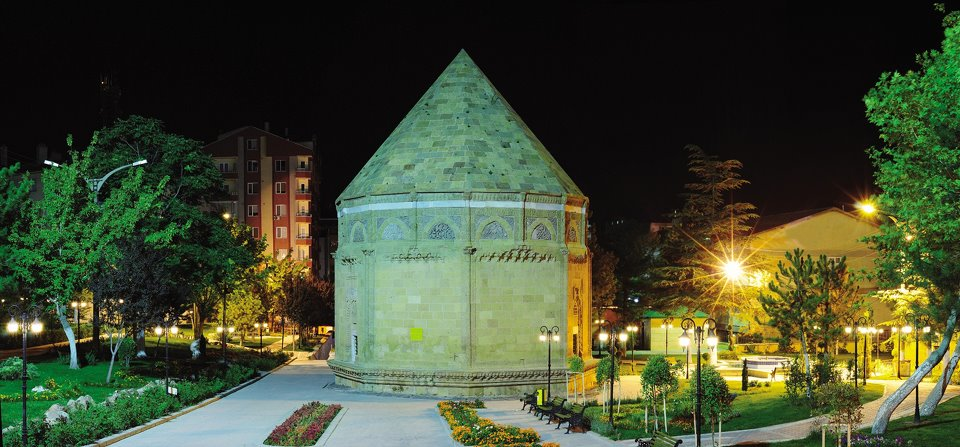
Kümbet di Hudavend Hatun
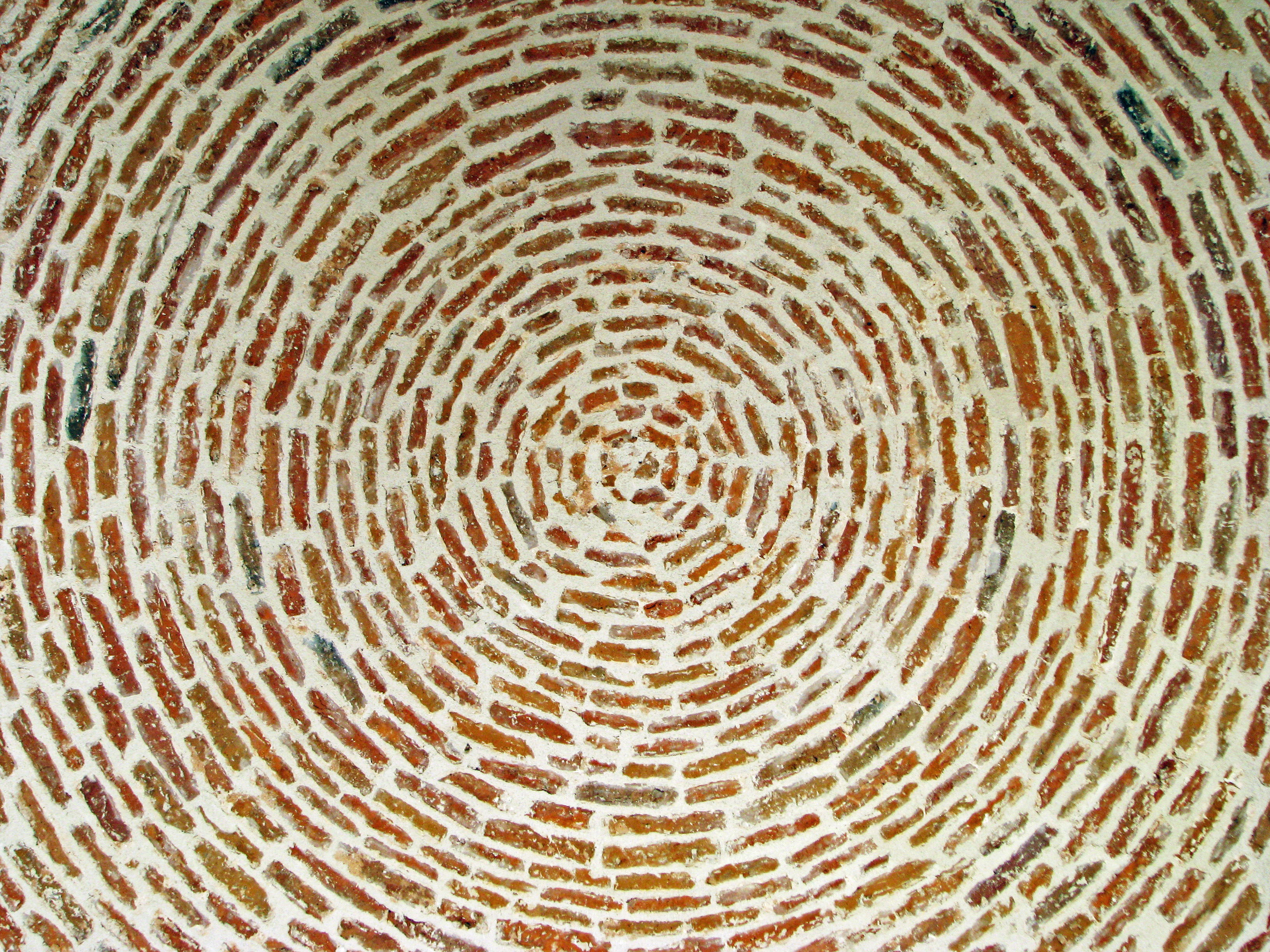
Moschea di Solimano (Alanya)